# Bulgaria nella seconda guerra mondiale

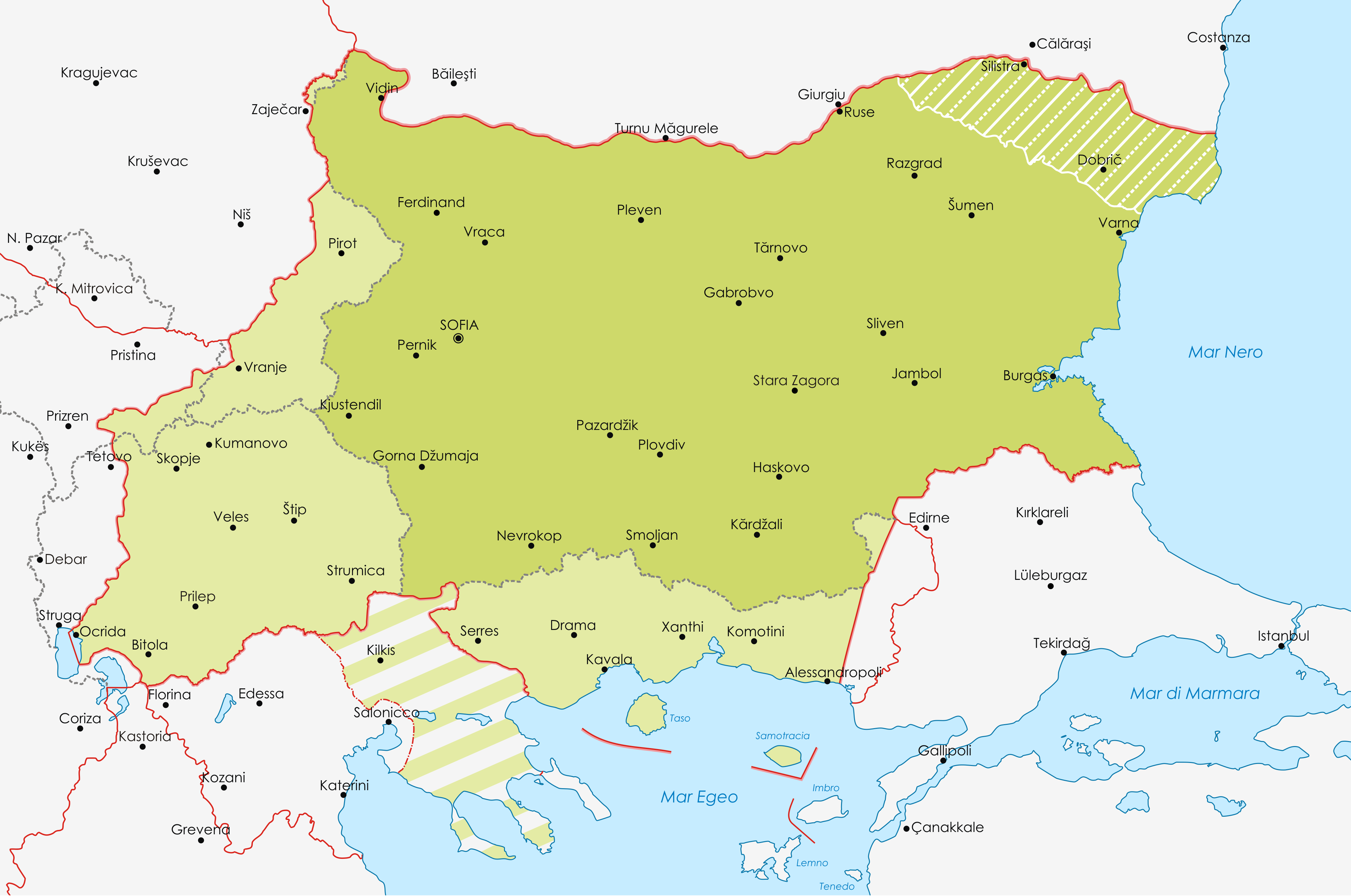
Mappa della Bulgaria durante il secondo conflitto mondiale

La storia della Bulgaria nella seconda guerra mondiale inizia con una fase di neutralità, dallo scoppio della guerra fino al 1º marzo 1941, un secondo periodo di alleanza con le potenze dell'Asse fino al 9 settembre 1944 ed un ultimo periodo di allineamento con gli Alleati fino alla fine della guerra.
Fino agli anni novanta del XX secolo la storia della partecipazione della Bulgaria dalla parte dell'Asse è stata spesso trascurata, mentre la partecipazione dalla parte degli Alleati è stata denominata, in modo simile alla denominazione sovietica, grande guerra patriottica (Великая Отечествена война, Velikaja Otečestvena vojna).

## Situazione prima della guerra

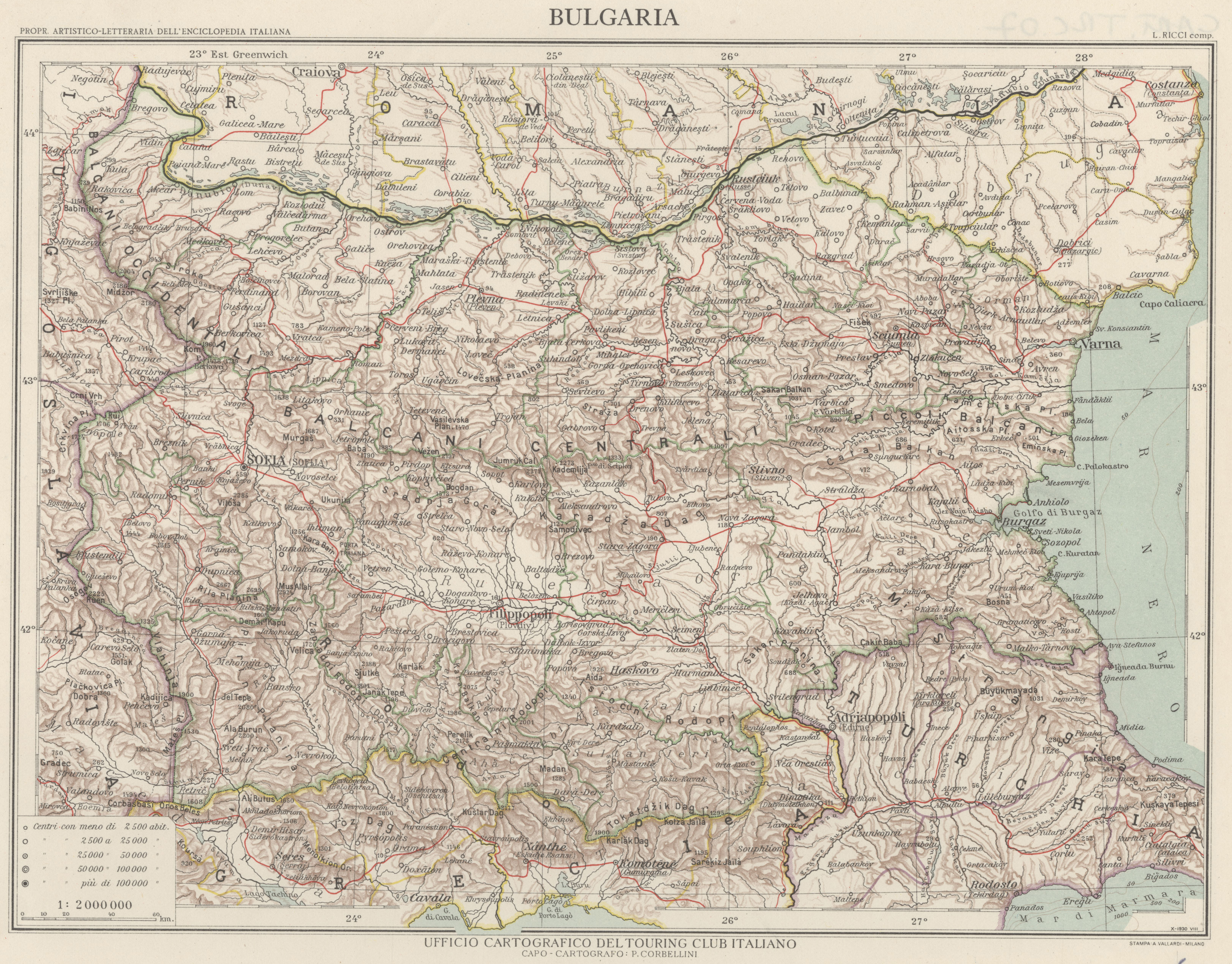
Mapa della Bulgaria nel 1930

La firma del sistema di trattati di pace di Versailles nel 1919, che determinò la fine della prima guerra mondiale facendo ricadere l'intera responsabilità sui paesi sconfitti, gettò le basi del processo che portò alla seconda guerra mondiale. Impoveriti territorialmente ed economicamente, umiliati a livello nazionale e privati di gran parte del proprio esercito, i paesi sconfitti divennero fonte di un inevitabile revanscismo. Il concetto di revisione dei trattati di pace fu guidato dalla Germania, specialmente dopo la presa del potere di Adolf Hitler nel 1933. La Germania iniziò a rigettare una dopo l'altra le clausole restrittive del trattato di Versailles.
Delusa dai risultati dei trattati di pace anche l'Italia diede inizio ad una politica espansionista e occupò l'Etiopia. I politici del tempo si resero conto che lo scoppio di un ulteriore conflitto era solo questione di tempo. Le richieste dei paesi nazi-fascisti non furono affrontate con decisione da parte della Gran Bretagna e della Francia. Per quanto riguardava l'Unione Sovietica, anche il governo di Mosca non si rassegnò mai alla perdita dei propri territori dopo la prima guerra mondiale e si muoveva verso una revisione dei trattati. In questa situazione complessa non rimaneva nessuna alternativa per la Bulgaria se non sostenere la propria neutralità e ed il proprio non allineamento.
All'inizio degli anni trenta la posizione di neutralità cominciò a dare i primi frutti con la rimozione dell'obbligo del pagamento dei debiti di guerra. Dopo l'assenso al riarmo della Germania, non tardò neanche una svolta in tal senso in Bulgaria. Il 31 luglio 1938 la Bulgaria firmò con i paesi dell'Intesa balcanica l'accordo di Salonicco, con il quale furono rimosse le clausole restrittive in campo militare per il paese balcanico. Con questo accordo la Bulgaria rigettò le clausole più pesanti del trattato di Neuilly, senza interrompere la propria neutralità e senza intraprendere ulteriori impegni. Da quel momento in poi la politica estera della Bulgaria fu subordinata al desiderio del raggiungimento di una revisione pacifica.

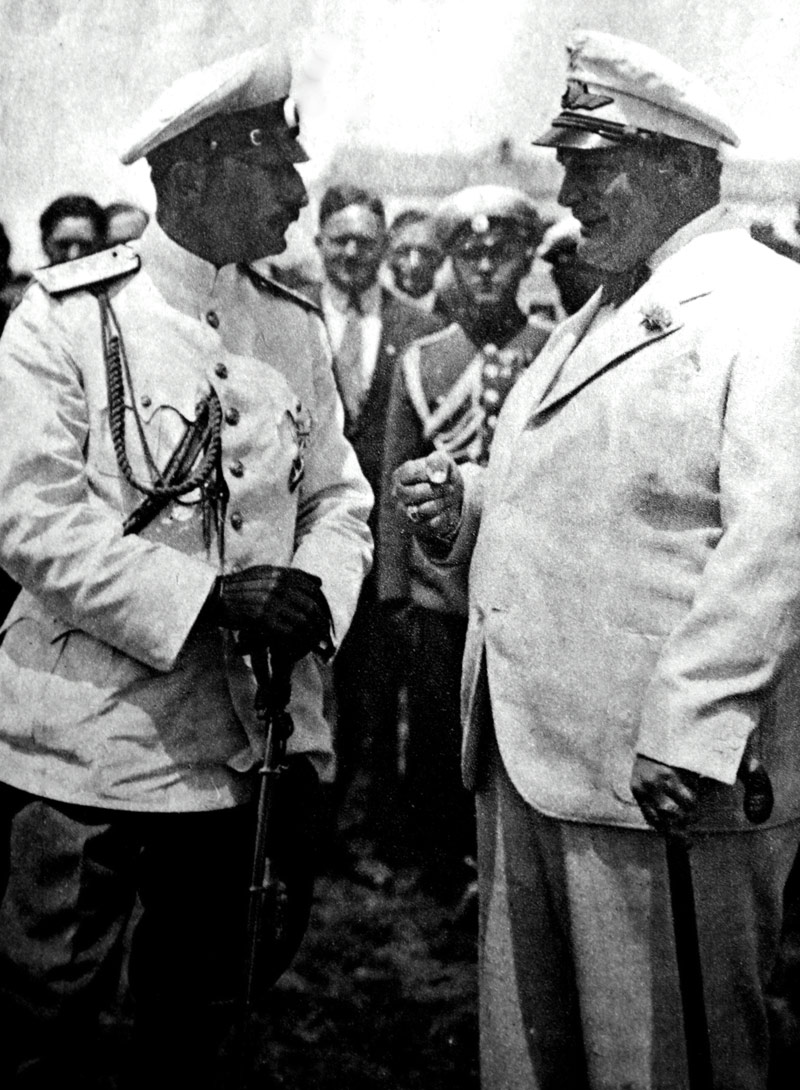
Lo Zar di Bulgaria assieme a Hermann Göring

## Il periodo di neutralità
Nel 1938 avvennero fatti decisivi per la precaria pace europea. Il 30 settembre venne siglato l'accordo di Monaco, con il quale sotto pressione tedesca la Gran Bretagna, la Francia e l'Italia si accordarono per concedere alla Germania la regione cecoslovacca dei Sudeti, nella quale viveva una popolazione a maggioranza germanofona. Ciò incoraggiò l'idea, che l'ondata di revisionismo pacifico potesse arrivare anche nella penisola balcanica. Lo status quo territoriale europeo dopo il 1919 era già stato modificato nello stesso 1938 con l'annessione dell'Austria alla Germania, che però sull'opinione pubblica bulgara non ebbe lo stesso impatto dell'Accordo di Monaco. La zar Boris III di Bulgaria ebbe un ruolo diretto nelle trattative, svolgendo il ruolo di corriere diplomatico tra i governi di Londra e Berlino. La sua partecipazione alla preparazione dell'accordo dimostrò che la diplomazia bulgara aveva intenzione di continuare a cercare una revisione pacifica del trattato di Neuilly.

### Trattato di Craiova
Dopo la conferenza di Monaco il governo bulgaro si preparò alla realizzazione pratica dei propri obiettivi, la restituzione dei territori, appartenuti alla Bulgaria nel breve periodo tra fine della Prima Guerra Balcania e fine della Seconda Guerra Balcanica, con la sigla del trattato di Bucarest (1913). Fu delineata più realisticamente la richiesta di correggere il confine in Dobrugia meridionale, dato che anche l'Unione Sovietica aveva intenzione di mettere la Romania sotto una pressione revisionistica. Nella primavera del 1939 il primo ministro bulgaro Georgi Kjoseivanov emise e diffuse tra i diplomatici bulgari la direttiva segreta numero 19, nella quale elencava le richieste bulgare: la Dobrugia meridionale, fino ai confini stabiliti dal congresso di Berlino; la Tracia meridionale, nei confini stabiliti dal trattato di Bucarest del 1913 ed eventualmente le zone cedute alla Jugoslavia con il trattato di Neuilly.
L'obiettivo di Georgi Kjoseivanov era di neutralizzare la Turchia e la Jugoslavia e per questo motivo fece pressione sull'Intesa balcanica sull'asse Atene-Bucarest. Il 23 agosto 1939 l'Unione Sovietica e la Germania nazista siglarono il patto Molotov-Ribbentrop, che viene considerato uno degli avvenimenti più importanti che hanno in seguito condotto alla seconda guerra mondiale: le due potenze si divisero l'area dell'Europa orientale e l'Unione Sovietica diede campo libero alla Germania per invadere la Polonia il 1º settembre 1939, atto che segnò l'inizio formale della seconda guerra mondiale. Tra i diplomatici bulgari divenne chiaro che il paese avrebbe potuto continuare la propria politica di neutralità solamente se le azioni militari fossero rimaste distanti dai confini bulgari. Nella primavera del 1940 le truppe naziste sconfissero i loro nemici sul fronte occidentale, lasciando però libera ma isolata la Gran Bretagna, e di conseguenza ritornarono in primo piano i loro interessi a mutamenti territoriali in Europa orientale.
Approfittando del fatto che la Germania fosse impegnata ad occidente, in conformità con gli accordi tra i due paesi, il 28 luglio del 1940 le truppe sovietiche iniziarono l'invasione della Bessarabia e della Bucovina, appartenenti alla Romania. Per la Bulgaria si delineò quindi il momento ideale per esercitare la propria pressione su Bucarest per ottenere la restituzione della Dobrugia meridionale. Destreggiandosi tra Mosca e Berlino, il governo di Sofia riuscì ad ottenere l'assenso della diplomazia rumena per arrivare ad un accordo. Il 7 settembre 1940 nella città rumena di Craiova venne siglato il trattato di Craiova tra Bulgaria e Romania, secondo il quale la Dobrugia meridionale fu restituita alla Bulgaria. In questo modo la politica di revisione pacifica cominciò a dare i suoi primi risultati.

### Pressione per l'entrata in guerra
Il 27 settembre 1940 fu firmato a Berlino il patto Tripartito tra la Germania Nazista, il Regno d'Italia e l'Impero giapponese. Il patto formalizzò la collaborazione dei tre paesi sul piano militare e la divisione del mondo in tre sfere d'influenza: l'Europa, l'Africa ed il Medio Oriente sarebbero ricadute sotto l'influenza tedesca e italiana, mentre l'Asia orientale e la zona dell'Oceano Pacifico sarebbero andati al Giappone. Il patto conteneva una sorta di avvertimento nei confronti degli Stati Uniti, affinché rimanessero neutrali, per non essere costretti a combattere su due fronti. In seguito al patto ebbe inizio una massiccia pressione da parte di Germania ed Italia nei confronti della Bulgaria affinché si unisse al patto Tripartito. Il 16 ottobre 1940 il ministro degli esteri tedesco Ribbentrop chiese al governo di Sofia di definire la politica bulgara nei confronti delle potenze del Patto nell'arco di due giorni. Nello stesso giorno a Roma Benito Mussolini dichiarò al console bulgaro che l'Italia si aspettava che la Bulgaria sostenesse il futuro attacco italiano contro la Grecia.

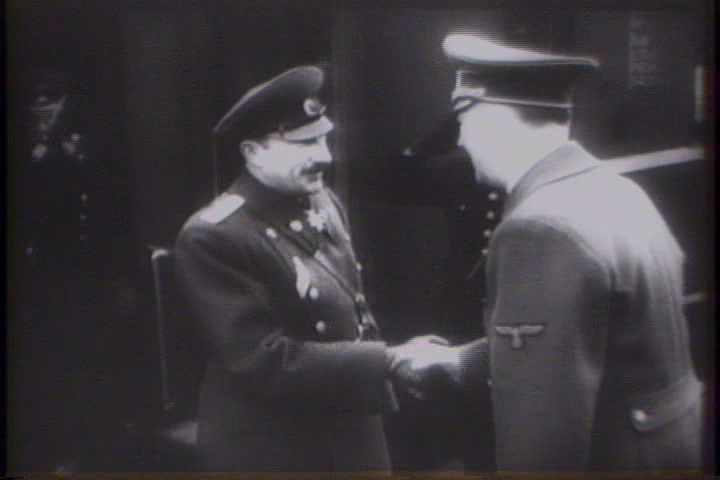
Boris III di Bulgaria in compagnia del Fuhrer, nel 1943

A Sofia divenne chiaro che non c'era sostanziale accordo tra Germania ed Italia e che ciò consentiva la possibilità di respingere entrambe le proposte. Due giorni prima dell'inizio della pressione italo-tedesca, il governo di Sofia fu avvisato dal re inglese Giorgio VI, che se la Bulgaria si fosse affiancata ai nemici dell'impero britannico, allora sarebbe diventata teatro di operazioni belliche. Anche gli Stati Uniti si unirono alla pressione diplomatica nei confronti della Bulgaria. Dopo l'amara lezione delle precedenti esperienze belliche appariva chiaro che al paese rimaneva un unico modo possibile di agire: temporeggiare e rimandare il momento di impegnarsi militarmente nella guerra fino a che fosse stato possibile. Anche l'Unione Sovietica prese parte attivamente alla pressione nei confronti della Bulgaria, cercando di acquisire diritti esclusivi nella parte orientale dei Balcani. Il 12 e 13 novembre il ministro degli esteri sovietico Vjačeslav Molotov si recò in visita a Berlino per ottenere un accordo con Hitler affinché l'URSS potesse concedere alla Bulgaria garanzie simili a quelle che la Germania concedeva alla Romania: il problema era la concessione di aprire basi sovietiche nei porti e negli aeroporti bulgari.
Hitler rifiutò questa proposta, ma Molotov tentò comunque di raggiungere il suo obiettivo con una démarche diretta a Sofia. Nella capitale bulgara arrivò il segretario generale del ministero degli esteri sovietico Arkadij Sobolev, il quale propose di concludere un patto di mutua assistenza e per riconoscere gli interessi di entrambi i paesi nel bacino del Mar Nero. La proposta di Sobolev e la sua missione diplomatica nel paese balcanico furono accompagnate da una rumorosa campagna del Partito Comunista Bulgaro, il quale raccolse delle sottoscrizioni a sostegno della proposta sovietica. Tuttavia il governo temeva di far entrare in guerra il paese troppo precocemente e rifiutò l'accordo: per questo motivo i primi tentativi di far entrare la Bulgaria in guerra a fianco dei combattenti si conclusero senza risultati.

## La Bulgaria nel Patto Tripartito
La Bulgaria fu costretta ad unirsi alle potenze dell'Asse nel 1941, quando le truppe naziste, mandate ad invadere la Grecia dalla Romania, raggiunsero i confini bulgari settentrionali e chiesero il permesso di attraversare il territorio. Minacciato da un confronto militare diretto, lo zar Boris III non aveva altra scelta che unirsi al blocco nazifascista, cosa che avvenne ufficialmente il 1º marzo di quell'anno. Dato che la Russia Sovietica (di cui la Bulgaria è uno storico alleato) aveva firmato un patto di non aggressione con la Germania, ci fu poca opposizione popolare a questa decisione.
Il 6 aprile 1941, nonostante si fosse ufficialmente unito alle forze dell'Asse, il governo bulgaro manteneva una situazione di passività militare durante le fasi iniziali dell'invasione della Jugoslavia e della Grecia: quando le truppe tedesche, italiane e ungheresi avanzarono nel Regno Balcanico e nella penisola ellenica, i bulgari rimasero al di là dei loro stessi confini. Il governo jugoslavo si arrese il 17 aprile mentre Atene resistette fino al 30 dello stesso mese. Il 20 aprile il periodo di passività della Bulgaria ebbe fine, in quanto l'esercito bulgaro entrò nella regione della Tracia occidentale. Lo scopo era quello di ottenere uno sbocco in Tracia sul Mar Egeo e di riprendersi la Macedonia.
I bulgari occuparono il territorio tra il fiume Strimone ed una linea di demarcazione tra Alessandropoli e Svilengrad ad ovest del Marica. Incluse nell'area c'erano le città di Alessandropoli (Дедеагач, Dedeagač), Komotini (Гюмюрджина, Gjumjurdžina), Serres (Сяр, Sjar), Xanthi (Ксанти), Drama (Драма) e Kavala (Кавала), insieme alle isole di Thasos e Samotracia, così come quasi l'intera Repubblica di Macedonia odierna e una parte della Serbia orientale. Nella Macedonia greca e nella Tracia occidentale, i bulgari istituirono una politica di pulizia etnica e colonizzazione. Nella primavera del 1943 il governo bulgaro, dopo le proteste della chiesa ortodossa bulgara e del membro del parlamento Dimităr Pešev, riuscì a salvare tutti gli ebrei nel territorio nazionale dall'essere mandati nei campi di concentramento nazisti. Ad ogni modo le truppe bulgare rastrellarono tutti gli ebrei della Macedonia greca e della Macedonia settentrionale e li consegnarono ai nazisti, che li spedirono nel campo di concentramento di Auschwitz.

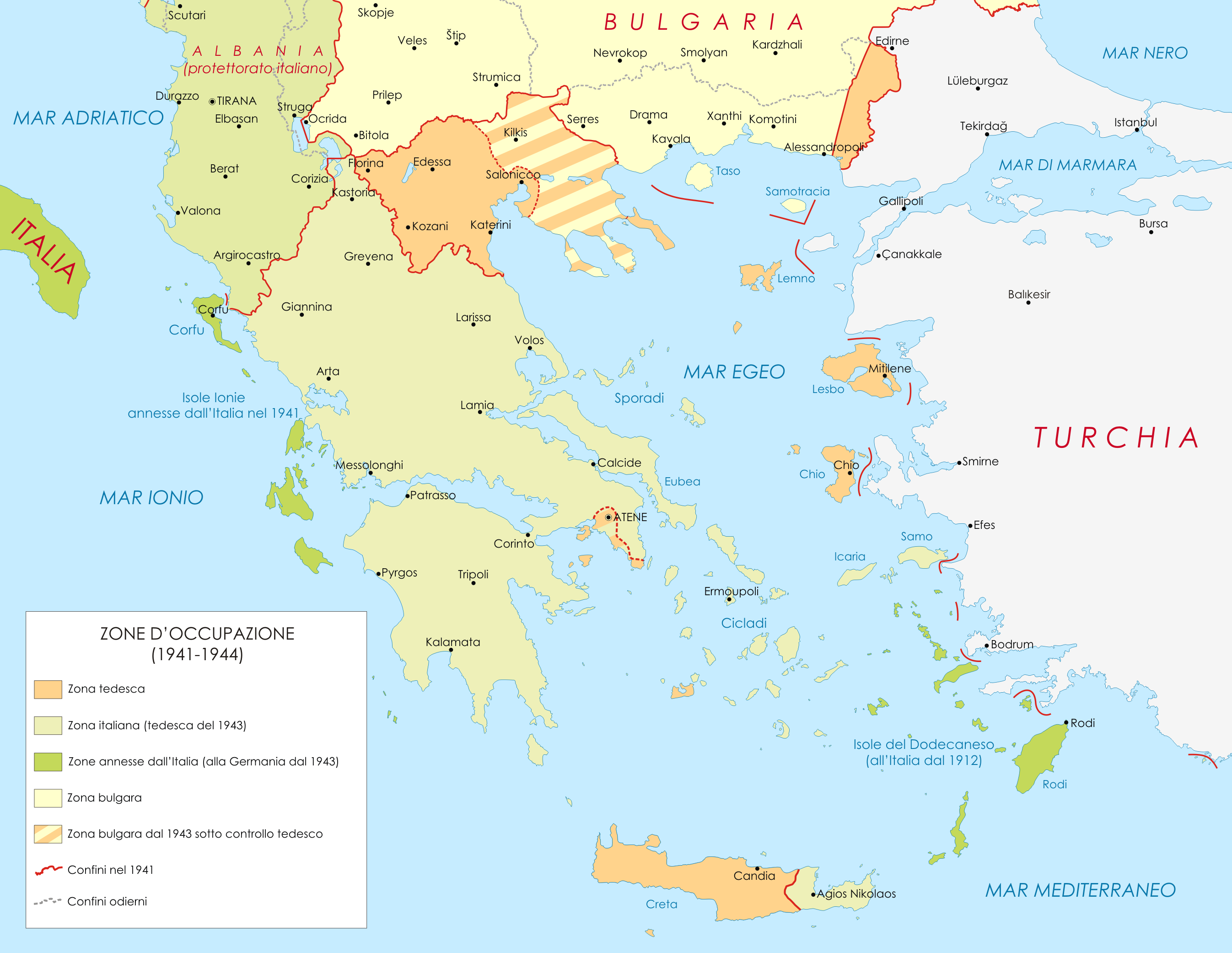
Occupazione bulgara in Grecia (giallo)

La Bulgaria non prese parte all'invasione nazista dell'Unione Sovietica che iniziò il 22 giugno 1941 e non dichiarò guerra al paese invaso. Ad ogni modo, anche se non c'era stata una dichiarazione di guerra da entrambe le parti, la flotta bulgara venne coinvolta in alcune schermaglie con la marina sovietica del Mar Nero, che attaccò le navi bulgare. Oltre a ciò le forze armate bulgare stanziate nei Balcani combatterono contro vari gruppi di resistenza. Il governo bulgaro venne forzato dai nazisti a dichiarare una guerra "simbolica" contro la Gran Bretagna e gli Stati Uniti alla fine del 1941: ciò portò a bombardamenti su Sofia e altre città bulgare da parte delle forze aree alleate.
L'invasione tedesca dell'Unione Sovietica causò una significativa ondata di proteste, che portò in seguito all'inizio di un movimento di guerriglia partigiano capeggiato dal Partito Comunista Bulgaro, che operava clandestinamente. Un movimento di resistenza chiamato Fronte della Patria fu creato nell'agosto 1941 dal Partito Comunista, così come il movimento filofascista Zveno e alcuni partiti che si opponevano al governo pro-nazista, specialmente dopo alcune vittorie alleate, che indicavano che l'Asse avrebbe potuto perdere la guerra. I distaccamenti partigiani erano particolarmente attivi nelle aree montane della Bulgaria occidentale e meridionale.
Nell'agosto 1943, dopo una visita in Germania, lo zar bulgaro Boris III morì improvvisamente. Suo figlio di sei anni, Simeone II, gli succedette al trono, ma venne istituito un consiglio di reggenti a causa della giovane età dell'erede. Il nuovo primo ministro, Dobri Božilov, era solamente un fantoccio nelle mani naziste. La Bulgaria aveva mantenuto le relazioni diplomatiche con l'Unione Sovietica anche se era un membro delle potenze dell'Asse. Nell'estate del 1944, dopo aver distrutto le difese naziste vicino a Iași e Chișinău, l'esercito sovietico si era avvicinato ai Balcani e alla Bulgaria.
Il 23 agosto 1944, la Romania abbandonò l'Asse e dichiarò guerra al Terzo Reich. I rumeni permisero all'esercito sovietico di passare attraverso il proprio territorio per raggiungere la Bulgaria. Il 26 agosto il Fronte della Patria prese la decisione di incitare una ribellione armata contro il governo, cosa che portò alla nomina di un nuovo esecutivo il 2 settembre. Il supporto del neonato gabinetto era contrastato dal Fronte della Patria, dato che era composto da circoli pro-nazisti in un disperato tentativo di mantenere il potere.
Il 5 settembre 1944 l'Unione Sovietica dichiarò ufficialmente guerra alla Bulgaria e invase il paese. In tre giorni i sovietici occuparono la regione nord-occidentale insieme ai porti principali di Varna e Burgas. All'esercito bulgaro era stato ordinato di non opporre resistenza contro i sovietici. L'8 settembre i bulgari cambiarono fronte e si unirono all'Unione Sovietica nella guerra contro le Potenze dell'Asse.

## Alleati (1944–1945)
I distaccamenti delle guarnigioni con ufficiali Zveno al comando rovesciarono il governo alla vigilia del 9 settembre, dopo aver occupato alcuni punti strategici a Sofia e aver arrestato i ministri. Un nuovo governo del Fronte della Patria venne nominato il 9 settembre con Kimon Georgiev come primo ministro. Venne dichiarata la guerra alla Germania ed ai suoi alleati il giorno dopo e le deboli divisioni mandate dalle potenze dell'Asse per invadere la Bulgaria vennero facilmente respinte.
In Macedonia le truppe bulgare, circondate dalle forze tedesche e tradite dai comandanti, si ritirarono all'interno dei vecchi confini. Tre armate bulgare (circa 455 000 effettivi) entrarono in Jugoslavia nel settembre del 1944 e mossero da Sofia verso Niš e Skopje con l'obiettivo strategico di bloccare le forze naziste in ritirata dalla Grecia. La Serbia meridionale e orientale e la Macedonia vennero liberate in circa un mese, e la prima armata bulgara (130 000 effettivi) proseguì verso l'Ungheria, respingendo i tedeschi ed entrando in Austria nell'aprile del 1945. Vennero allacciati contatti con l'ottava armata britannica nella città di Klagenfurt l'8 maggio 1945, il giorno della capitolazione del governo tedesco in Europa.

## Conseguenze e risultati
Nel 1946 venne indetto un referendum il cui esito sancì l'abolizione della monarchia e la proclamazione della repubblica (91,72% a favore della repubblica e 4,24% a favore della monarchia). Lo zar Simeone II venne esiliato e nello stesso anno divenne primo ministro il comunista Georgi Dimitrov.
Il trattato di pace del 1947 confermò l'annessione della Dobrugia meridionale, rendendo così la Bulgaria l'unico ex alleato tedesco ad aver incrementato il proprio territorio in confronto con quello precedente la guerra. Le parti occupate della Macedonia e della Tracia furono riconsegnate alla Jugoslavia ed alla Grecia, la quale espulse 150 000 bulgari dalla Tracia occidentale. Estremamente importante è il fatto che durante la guerra fredda, la Bulgaria assunse un ruolo molto simile a quello che avrebbe ricoperto l'Italia nella NATO in quel periodo.